# Wonder World Tour
Wonder World Tour bylo koncertní turné americké hudebnice Miley Cyrusové na podporu jejího druhého studiového alba Breakout (2008) a EP The Time of Our Lives (2009). Jednalo se o její druhé turné a zároveň první celosvětové, které nezahrnovalo fiktivní alter ego Hannah Montana.
Mileyina vize turné byla více „divoká“ a „bláznivá“, než její předchozí turné Best of Both Worlds Tour. Chtěla mít zralejší turné, které by bylo stále dostupné všem divákům. Turné sponzorovali Walmart a AEG Live.
Mileyina vystoupení byla kritiky pozitivně přijata. Většina uvedla, že turné byla dobrá forma přechodu od Hannah Montany jako dlouhodobého umělce.[zdroj?]

## Setlist
1. „Breakout“
2. „Start All Over“
3. „7 Things“
4. „Kicking and Screaming“
5. „Bottom of the Ocean“
6. „Fly on the Wall“
7. „Let's Get Crazy“
8. „Hoedown Throwdown“
9. „These Four Walls“
10. „When I Look at You“
11. „Obsessed“
12. „Spotlight“
13. „G.N.O. (Girl's Night Out)“

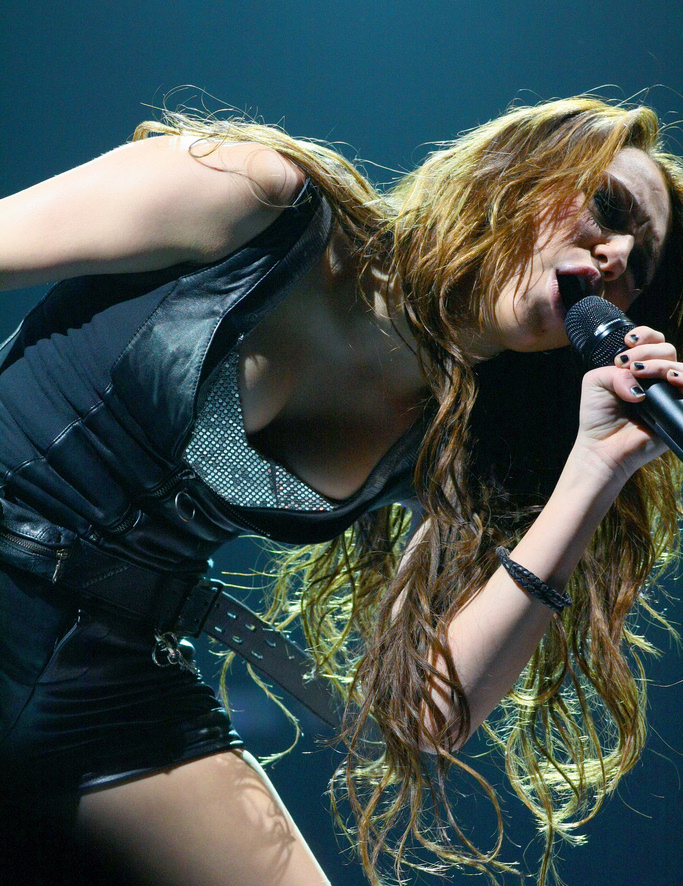
Cyrusová vystupující s „Kicking and Screaming“ v Detroitu

14. „I Love Rock 'n' Roll“ (coververze písně od Joan Jett)
15. „Party in the U.S.A.“
16. „Hovering“ (s Tracem Cyrusem)
17. „Simple Song“
18. „See You Again“
19. „The Climb“

## Seznam koncertů
| Severní Amerika[nedostupný zdroj] |                   |                    |                            |
| 14. září 2009                     | Portland          | Spojené státy      | Rose Garden                |
| 16. září 2009                     | Tacoma            | Spojené státy      | Tacoma Dome                |
| 18. září 2009                     | Oakland           | Spojené státy      | Oracle Arena               |
| 20. září 2009                     | San José          | Spojené státy      | HP Pavilion                |
| 22. září 2009                     | Los Angeles       | Spojené státy      | Staples Center             |
| 23. září 2009                     | Anaheim           | Spojené státy      | Honda Center               |
| 25. září 2009                     | Glendale          | Spojené státy      | jobing.com Arena           |
| 26. září 2009                     | Las Vegas         | Spojené státy      | Thomas & Mack Center       |
| 29. září 2009                     | Salt Lake City    | Spojené státy      | EnergySolutions Arena      |
| 6. října 2009                     | Auburn Hills      | Spojené státy      | The Palace of Auburn Hills |
| 7. října 2009                     | Columbus          | Spojené státy      | Nationwide Arena           |
| 9. října 2009                     | Des Moines        | Spojené státy      | Wells Fargo Arena          |
| 10. října 2009                    | Milwaukee         | Spojené státy      | Bradley Center             |
| 12. října 2009                    | Tulsa             | Spojené státy      | BOK Center                 |
| 13. října 2009                    | Omaha             | Spojené státy      | Qwest Center               |
| 15. října 2009                    | San Antonio       | Spojené státy      | AT&T Center                |
| 17. října 2009                    | Kansas City       | Spojené státy      | Sprint Center              |
| 18. října 2009                    | Dallas            | Spojené státy      | American Airlines Center   |
| 20. října 2009                    | New Orleans       | Spojené státy      | New Orleans Arena          |
| 21. října 2009                    | Memphis           | Spojené státy      | FedExForum                 |
| 23. října 2009                    | Birmingham        | Spojené státy      | BJCC Arena                 |
| 24. října 2009                    | North Little Rock | Spojené státy      | Verizon Arena              |
| 27. října 2009                    | Chicago           | Spojené státy      | United Center              |
| 28. října 2009                    | St. Louis         | Spojené státy      | Scottrade Center           |
| 29. října 2009                    | Minneapolis       | Spojené státy      | Target Center              |
| 31. října 2009                    | Louisville        | Spojené státy      | Freedom Hall               |
| 1. listopadu 2009                 | Lexington         | Spojené státy      | Rupp Arena                 |
| 3. listopadu 2009                 | Washington, DC    | Spojené státy      | Verizon Center             |
| 4. listopadu 2009                 | Philadelphia      | Spojené státy      | Wachovia Center            |
| 5. listopadu 2009                 | University Park   | Spojené státy      | Bryce Jordan Center        |
| 7. listopadu 2009                 | Newark            | Spojené státy      | Prudential Center          |
| 8. listopadu 2009                 | Newark            | Spojené státy      | Prudential Center          |
| 9. listopadu 2009                 | Boston            | Spojené státy      | TD Garden                  |
| 12. listopadu 2009                | Hartford          | Spojené státy      | XL Center                  |
| 15. listopadu 2009                | Cleveland         | Spojené státy      | Quicken Loans Arena        |
| 16. listopadu 2009                | Indianapolis      | Spojené státy      | Conseco Fieldhouse         |
| 18. listopadu 2009                | Uniondale         | Spojené státy      | Nassau Coliseum            |
| 19. listopadu 2009                | Uniondale         | Spojené státy      | Nassau Coliseum            |
| 22. listopadu 2009                | Greensboro        | Spojené státy      | Greensboro Coliseum        |
| 24. listopadu 2009                | Charlotte         | Spojené státy      | Time Warner Cable Arena    |
| 25. listopadu 2009                | Nashville         | Spojené státy      | Sommet Center              |
| 28. listopadu 2009                | Columbia          | Spojené státy      | Colonial Life Arena        |
| 29. listopadu 2009                | Atlanta           | Spojené státy      | Philips Arena              |
| 1. prosince 2009                  | Tampa             | Spojené státy      | St. Pete Times Forum       |
| 2. prosince 2009                  | Miami             | Spojené státy      | American Airlines Arena    |
| Evropa                            |                   |                    |                            |
| 5. prosince 2009                  | Londýn            | Spojené království | The O2 Arena               |
| 13. prosince 2009                 | Londýn            | Spojené království | The O2 Arena               |
| 14. prosince 2009                 | Londýn            | Spojené království | The O2 Arena               |
| 16. prosince 2009                 | Dublin            | Irsko              | The O2                     |
| 17. prosince 2009                 | Dublin            | Irsko              | The O2                     |
| 19. prosince 2009                 | Londýn            | Spojené království | The O2 Arena               |
| 20. prosince 2009                 | Londýn            | Spojené království | The O2 Arena               |
| 22. prosince 2009                 | Birmingham        | Spojené království | LG Arena                   |
| 23. prosince 2009                 | Birmingham        | Spojené království | LG Arena                   |
| 27. prosince 2009                 | Manchester        | Spojené království | MEN Arena                  |
| 28. prosince 2009                 | Manchester        | Spojené království | MEN Arena                  |
| 29. prosince 2009                 | Londýn            | Spojené království | The O2 Arena               |